# Коммерческий кодекс Франции
Торговый ко́декс Фра́нции (фр. Code de Commerce de France) — принятый в установленном французским законодательством порядке свод норм коммерческого права, который призван регулировать на территории Франции (включая её заморские департаменты и земли) все юридические аспекты коммерческой деятельности.. В отличие от периода, охватывающего XIX—XX вв., когда коммерческие правоотношения во Франции регулировались односоставным Коммерческим кодексом 1807 г., в настоящее время Коммерческий кодекс этой страны (как и большинство других её кодексов) является двухсоставным: он состоит из законодательной части, принятой в 2000 г., и регламентарной части, принятой в 2007 г.

## История создания Торгового кодекса 2000 года и введение его в действие
Как уже упоминалось выше, в XIX—XX вв. коммерческие правоотношения во Франции регулировались Коммерческим кодексом 1807 г. Этот Кодекс был принят в наполеоновскую эпоху в ускоренном порядке по инициативе великого французского императора с целью упорядочения в стране всех видов экономической деятельности. Причина, по которой Наполеон настоял на срочном принятии Кодекса, состояла в первую очередь в том, что после Революции 1789 г. становление французской экономики протекало довольно болезненно и хаотично. К тому же оно сопровождалась многочисленными банкротствами предприятий, что, безусловно, подрывало устои государственной и общественной жизни Франции.
Хотя Кодекс 1807 г. содержал целый ряд нормативно-правовых нововведений, его основой всё же явились концептуальные положения, содержавшиеся в двух королевских ордонансах: в Торговом Ордонансе 1673 г. и в Морском Ордонансе 1681 г. Несмотря на то, что в последующие полтора века Кодекс 1807 г. постоянно подвергался различным изменениям и многочисленным поправкам, вызванным научно-техническим прогрессом и переменами в общественно-экономических отношениях государства, к середине XX в. он устарел настолько безнадёжно, что в него вообще перестали вносить какие-либо поправки.
В результате этого большая часть его норм оказалась отменённой, а вся коммерческая деятельность (включая морскую торговлю) регулировалась в основном отдельными законами и правительственными декретами, которые принимались по мере надобности. По этой причине в конце XX в. во Франции было принято решение отказаться от «некодифицированного» метода регулирования экономических отношений, что требовало разработки и принятия нового Коммерческого кодекса.
Новый Коммерческий кодекс Франции, первоначально насчитывавший около двух тысяч статей, был разработан довольно быстро, поскольку в его основу были положены нормы уже действовавших законов. Кодекс был принят Ордонансом правительства № 2000—912 от 18 сентября 2000 г. С его принятием с 21 сентября 2000 г. прекратил своё почти двухсотлетнее действие Коммерческий кодекс Франции 1807 года, а также целый ряд иных, более поздних, нормативных актов, регламентировавших во Франции торгово-экономическую деятельность на протяжении довольно значительного исторического периода.
Так, утратили свою силу положения Закона от 25 июня 1841 г. о сделках купли-продажи, осуществляемых на публичных торгах; некоторые статьи Закона от 28 мая 1858 г. о заключении публичных договоров оптовой купли-продажи товаров; Закон от 3 июля 1861 года о публичных продажах, разрешённых или предписанных решениями судов; Закон 1866 года о товарных брокерах; Закон от 24 июля 1867 года о товариществах (за исключением статьи 80); Закон № 66-537 от 24 июля 1966 года «О коммерческих товариществах» (за исключением статей 283-1-1, 284, 292 и части второй статьи 357-8-1) и многие другие более поздние нормативно-правовые акты. Всего таким образом было отменено, полностью или частично, свыше пятидесяти различных нормативных актов, действовавших во Франции в области нормативно-правового регулирования коммерческой деятельности.

## Структура и содержание Торгового кодекса 2000 года
В структурном отношении принятый Торговый кодекс подразделяется на разделы, которые соответствуют предмету правового регулирования. В отличие от Гражданского кодекса Франции (Кодекса Наполеона), насчитывающего ныне пять Книг, Коммерческий кодекс состоит из девяти Книг. В каждую его Книгу входят нормы права, входящие в состав более мелких структурных единиц, таких как титулы, главы и т. п. Правила каждого раздела Кодекса следуют специфике соответствующего конкретного предмета правового регулирования, вытекающего из производственно-экономических, корпоративных, торговых и иных правоотношений.
Книга первая Кодекса, «О коммерции в целом», включает четыре титула, где изложены общие нормы коммерческого права, касающиеся коммерсантов и товариществ. В первых двух титулах даётся понятие коммерческого акта, определяется статус коммерсанта и его супруга, работающего на семейном предприятии, предусматриваются общие обязанности коммерсантов, включая юридических лиц, и т. п. Источниками многих правил Книги первой послужили концептуальные положения, содержавшиеся в ранее действовавшем Кодексе 1807 г., а также некоторые статьи законов коммерческого права, принимавшихся во Франции во второй половине XX в. К числу таких статей можно отнести, например, статьи Закона № 72-652 от 11 июля 1972 г. о кооперативных товариществах и о коммерсантах, занимающихся розничной торговлей.
Книга вторая, «О коммерческих товариществах», посвящена коммерческим товариществам, объединениям экономического сотрудничества французского права, а также европейским объединениям экономического сотрудничества. Основой этой Книги послужил Закон № 66-537 от 24 июля 1966 г. «О коммерческих товариществах», который был в своё время принят с целью регулирования во Франции всех видов коммерческих товариществ, в том числе, акционерных, полных и коммандитных, а также товариществ с ограниченной ответственностью и других видов предприятий. Сюда же вошли положения, устанавливающие правила об учреждении, преобразовании, ликвидации товариществ, об их наименованиях, о размерах их уставного капитала, об управлении их деятельностью, о выпуске ими акций, облигаций и т.п.
Книга третья включает правила о некоторых специальных видах продаж и об условиях, связанных с эксклюзивными продажами. Здесь предусмотрены нормы, регулирующие, например, ликвидационные и складские продажи, а также распродажи остатков товаров и торговлю в фирменных магазинах. Здесь же содержатся и правила о свободном оказании услуг в области добровольной продажи с публичных торгов движимого имущества в тех случаях, когда эти услуги предоставляются выходцами из стран-членов Европейского сообщества или из стран-участниц Соглашения о Европейском экономическом пространстве. Источником норм этой Книги послужили, например, положения Закона № 96-603 от 5 июля 1996 г. ликвидационных и складских продажах.
Книга четвёртая, «О свободе цен и о конкуренции», регулирует вопросы ценообразования и взаимоотношений между предпринимателями, занимающимися экономической деятельностью в одной и той же или в смежных сферах. В основу этой Книги легли положения, сформулированные в Ордонансе № 86-1243 от 1 декабря 1986 года «О свободных ценах, конкуренции, о прозрачности коммерческой деятельности, о концентрации и об Антимонопольном совете». В этой Книге также содержатся правила об антиконкурентных действиях, об экономической концентрации предприятий, о прозрачности предпринимательской деятельности, о действиях, подрывающих конкуренцию между предпринимателями, и т. п.
Книга пятая, «О коммерческих ценных бумагах и об обеспечениях», регулирует правоотношения в сфере обращения специального вида ценных бумаг, именуемых коммерческими, а также правоотношения, связанные с обеспечением различных видов коммерческих обязательств. Основу её положений составили некоторые статьи о переводном векселе, содержавшиеся в Коммерческом кодексе 1807 г., положения Закона № 49-1093 от 2 августа 1949 г. «О гласности при осуществлении опротестования векселей», а также положения некоторых других законов, где, среди прочего, были предусмотрены правила о простом векселе. В этой Книге, кроме того, содержатся правила о специальных ценных бумагах, о гостиничном и нефтяном варрантах, а также о бумагах, касающихся залога инструментов и предметов, относящихся к капитальному оборудованию.
Книга шестая, «О затруднениях предприятий», содержит правила, направленные на предотвращение финансово-экономических трудностей предприятия и на их урегулирование, а также на восстановление платёжеспособности предприятия и на ликвидацию его имущества в случаев банкротства. Вскоре после принятия Кодекса эта Книга, состоявшая первоначально лишь из двух титулов, основанных главным образом на нормах Закона № 84-148 от 1 марта 1984 г. «О предотвращении финансово-экономических трудностей предприятия и о дружественном их урегулировании», была полностью переработана. Эти преобразования были вызваны необходимостью реализации во Франции принципов новой правовой политики в области банкротства, что нашла своё воплощение в специальном Законе № 2005—845 от 26 июля 2005 г., за которым, впрочем, последовали и другие многочисленные поправки, вносившиеся в эту Книгу.
Помимо указанных правил, в рассматриваемой Книге в настоящее время содержатся ещё и общие процессуальные положения о порядке обжалования и определения размеров процессуальных издержек, связанных с делами о финансово-экономических трудностях предприятий, а также некоторые особые положения, применяющиеся в департаментах Мозеля, Нижнего Рейна и Верхнего Рейна.
Книга седьмая, «Об организации коммерческой деятельности», посвящена торгово-промышленным палатам, оснащению сферы коммерческой деятельности и французским торговым рынкам национального значения. Первоначально она была основана на положениях Закона от 9 апреля 1898 г. и в Закона № 87-550 от 16 июля 1987 г. о коммерческих судах и о порядке избрания членов избирательной коллегии по выборам судей коммерческих судов и членов торгово-промышленных палат.
Шесть лет спустя эта Книга, так же как и предыдущая, была полностью переработана и принята в новой, расширенной, редакции на основании Ордонанса № 2006—673 от 8 июня 2006 г. В эту Книгу, в частности, были включены нормы о коммерческих судах в целом и о специальных коммерческих судах, а также о канцелярии коммерческого суда.
Книга восьмая, «О некоторых регламентированных профессиях», первоначально представляла собой систематизированное изложение отчасти реформированных норм Закона № 85-99 от 25 января 1985 г. «О судебных управляющих и судебных поверенных по вопросам ликвидации предприятий и об экспертах по диагностике предприятий».
Однако вскоре после принятия Кодекса эта Книга подверглась многочисленным изменениям и дополнениям, что, впрочем, и предполагалось ещё на стадии разработки Кодекса. К настоящему времени эта Книга дополнена специальными правилами, действующими применительно к профессиям судебных управляющих, судебных уполномоченных, экспертов по диагностике предприятия, бухгалтеров-ревизоров и т. п.
Книга девятая, содержащая нормы коммерческого права, действующие в заморских регионах Франции, также подвергается регулярным изменениям. Она предусматривает специальные оговорки, касающиеся применения Кодекса в отдельных французских заморских территориях. Специальные правила этой Книги затрагивает такие территории, как Сан-Пьер и Микелон, Майотту, Новую Каледонию, французскую Полинезию, а также острова Уоллис и Футуна.

## Коммерческий кодекс Франции 2007 года
После принятия Коммерческого кодекса Франции в 2000 г. оставалась довольно значительная сфера французских коммерческих правоотношений, которая не охватывалась его положениями. Вызвано это было тем, что принятый Кодекс представлял собой свод правил, принятых в законодательном порядке, который регулировал лишь те предметы коммерческой деятельности, что согласно Конституции Франции подпадали под действие исключительно только законов. Область коммерческих правоотношений, находившаяся в компетенции исполнительной власти, продолжала регулироваться многочисленными нормативными актами, принимавшимися на протяжении последних двухсот лет различными французскими государственными органами и не утратившими своей силы.
По этой причине Декретом № 2007—431 от 25 марта 2007 г. «О регламентарной части Коммерческого кодекса» во Франции была принята вторая часть Коммерческого кодекса. Она явилась результатом консолидации и систематизации вышеупомянутых нормативных актов, которые принимались согласно решениям различных компетентных органов — главным образом согласно декретам правительства. Главная цель принятия регламентарной части Коммерческого кодекса состояла в установлении конкретных правил практической реализации определённых положений Коммерческого кодекса, принятого в 2000 г.
Ввиду такой специфики правового регулирования структура этой части Кодекса, принятого в 2007 г., практически полностью повторяет структуру его законодательной части. Она, таким образом, является как бы зеркальным отображением структуры Кодекса 2000 г. Иными словами, регламентарная часть Кодекса имеет те же девять Книг, которые носят те же наименования, содержат то же количество титулов, глав и т. п. В тех случаях, когда та или иная глава не содержат регламентарных положений, в Кодексе 2007 г. приводится наименование этой главы (как оно обозначено в законодательной части) и делается указание о том, что данная глава не содержит регламентарных положений.
В чисто техническом отношении, регламентарная часть Кодекса фактически представляет собой результат кодификации свыше девяноста различных французских нормативных актов, что были приняты за последние 200 лет (начиная с 24 июля 1795 г.) с целью регулирования тех или иных аспектов коммерческой деятельности, которые в силу своей правовой природы регламентируются подзаконными актами в развитие законодательных положений или вообще не подлежат законодательному регулированию.
Хотя в связи с кодификацией упомянутые нормативные акты формально были отменены, по сути, их положения почти полностью сохранили свою силу. Кодификация 2007 года фактически имела своим следствием лишь то, что эти положения были определённым образом систематизированы и объединены в едином нормативном акте, который теперь носит название регламентарной части Коммерческого кодекса.
Следует, однако, заметить, что в настоящее время Коммерческий кодекс Франции выпускается в консолидированном виде, включающем как его законодательную, так и регламентарную часть.

## Современное морское торговое право Франции
В отличие от Коммерческого кодекса Франции 1807 г., содержавшего в его Книге II (в первоначальной редакции) нормы морского торгового права, в действующем французском Коммерческом кодексе такие нормы полностью отсутствуют. Впрочем, до недавнего времени во Франции не существовало и Кодекса торгового мореплавания как такового, что отличало эту страну от большинства европейских государств, имеющих свой торговый флот, где морские торговые правоотношения регулируются специальным кодексом.
До конца 2010 г. во французском законодательстве область правоотношений, связанных с торговым мореплаванием, регулировалась либо отдельными нормативными актами, либо отдельными положениями, содержавшимися в различных французских общих кодексах, или же отдельными нормами автономно действующих кодексов специального характера, которые охватывают специфические виды правоотношений в области морского права.
С 1 декабря 2010 г. основные правоотношения в области французского морского торгового права регулируются положениями части V Транспортного кодекса Франции ("Морское судоплавание и перевозки"), обнародованного 3 ноября 2010 г. на основании Ордонанса № 2010-1307 от 28 октября 2010 г. «О законодательной части Транспортного кодекса».

## Территория действия норм Коммерческого кодекса Франции
Коммерческий кодекс Франции (в его законодательной и регламентарных частях) в настоящее время действует не только на территории метрополии, но и на территории её заморских земель. Он, в частности, действует в Сен-Пьер и Микелон, в Майотте, в Новой Каледонии, во Французской Полинезии, в Сен-Мартен, а также на островах Уоллис и Футуна. Следует, однако, иметь в виду, что в заморских территориях Коммерческий кодекс Франции действует с учётом определённых поправок, содержащихся в его Книге IX.

## Корреляция между нормами Коммерческого и Гражданского кодексов Франции
Коммерческий кодекс Франции, устанавливающий правила в сфере коммерческих правоотношений, действует наряду с Гражданским кодексом Франции (Кодексом Наполеона), который регулирует гражданские правоотношения, то есть те правоотношения членов французского общества в области частного права, которые не связаны с коммерческой (экономической) деятельностью. Это обстоятельство объясняется принципом дуализма системы французского частного права, которому французский законодатель следует вот уже на протяжении нескольких веков.
Согласно этому принципу, природа и характер гражданских и предпринимательских правоотношений имеют существенные отличия, которые требуют использования отдельных, специфических механизмов правового регулирования.
Представители науки гражданского права преимущественно считают, что коммерческие, и гражданские правоотношения относятся к одной и той же области правового регулирования, находящейся в единой сфере частного права, и поскольку они касаются, по сути, одних и тех же прав, вещей и иных материальных благ, то часто оказывается невозможным провести чёткую грань между нормами коммерческого и гражданского права. Единственное, что можно со всей определённостью сказать, так это то, что в основе всех материальных норм частного права, лежат гражданско-правовые нормы, которые по своей природе фундаментальны. Нормы же коммерческого права, по мнению сторонников такого подхода, лишь уточняют, конкретизируют определённую часть правоотношений в области частного права, которая связана с экономической деятельностью, направленной на извлечение прибыли.
В то же время, представители науки коммерческого, предпринимательского и хозяйственного права отрицают отнесение коммерческих правоотношений исключительно к области частного права, указывая на публично-правовые нормы Коммерческого кодекса Франции, в том числе на положения об уголовной и административной ответственности коммерсантов и должностных лиц предприятий,  порядок регистрации бизнеса, регулирование ценообразования и конкуренции, порядка контроля и проведения расследований Антимонопольного Совета, банкротства, публичной отчётности и т.п. Данное сочетание частноправового и публично-правового регулирования, требующее своеобразных комплексных методов регулирования, по мнению сторонников этого подхода, свидетельствует о самостоятельности коммерческого права.